# Bystra (Ukraina)
Bystra (ukr. Бистрий, Bystryj) – wieś na Ukrainie w rejonie drohobyckim należącym do obwodu lwowskiego.